# Mespelbrunn
Mespelbrunn település Németországban, azon belül Bajorországban. Lakosainak száma 2283 fő (2023. december 31.). Mespelbrunn Waldaschaffer Forst, Bessenbach, Heimbuchenthal, Rohrbrunner Forst, Leidersbach és Hohe Wart községekkel határos.

## Népesség
A település népessége az elmúlt években az alábbi módon változott:
| Lakosok száma | 1941 | 2081 | 2188 | 2204 | 2173 | 2237 | 2203 | 2226 | 2333 | 2283 |
|               | 1970 | 1975 | 2011 | 2012 | 2014 | 2015 | 2017 | 2019 | 2022 | 2023 |

## Fekvése
Aschaffenburgtól délkeletre, az Elsava-patak völgyében fekvő település.

## Története

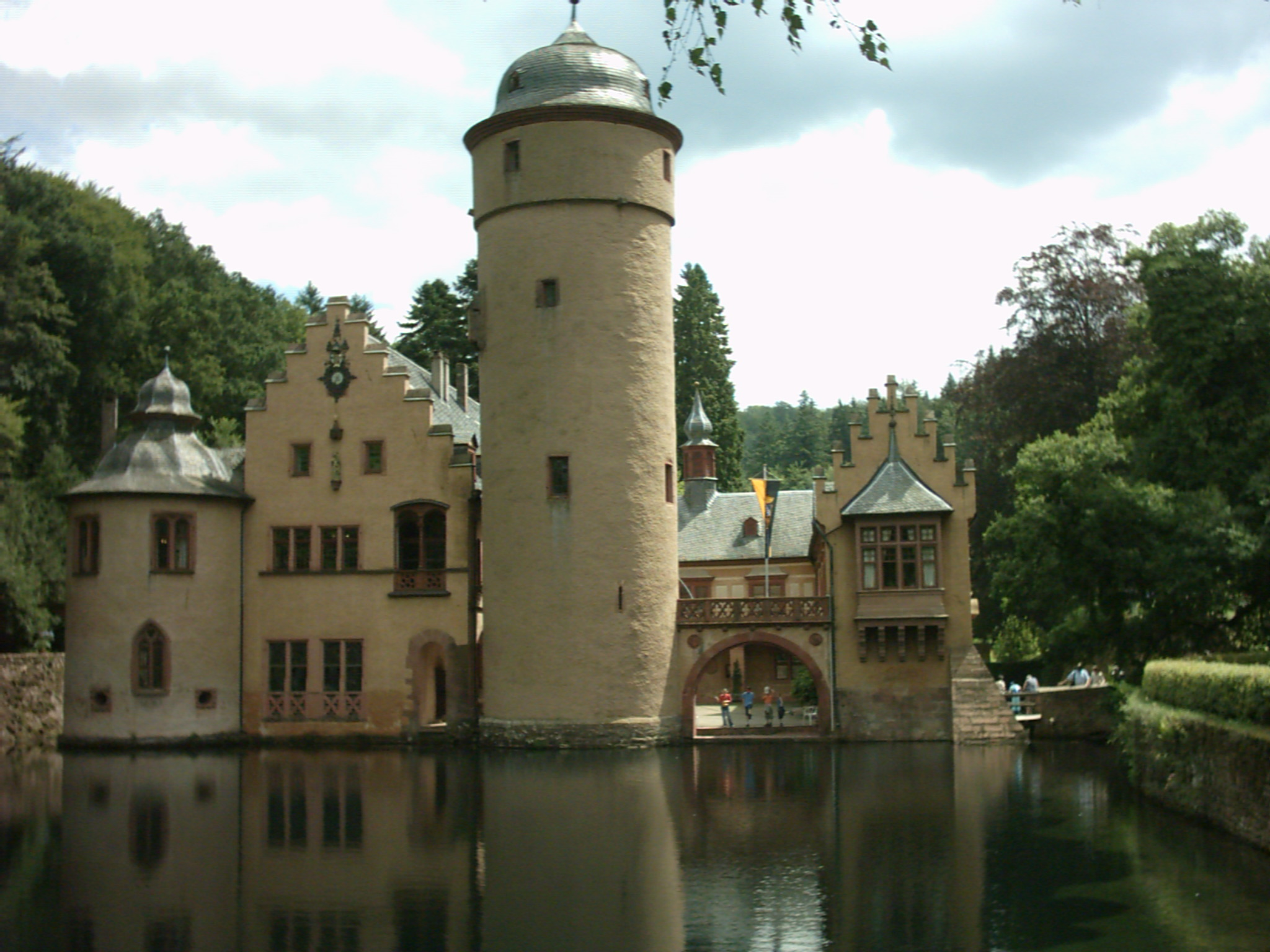
A vízivár látképe

Mespelbrunn, korábbi neve Neudorf volt. Nevét a 13. század közepén nova villa (Neudorf) néven említették először. Mai Mespelbrunn nevét 1938-ban kapta.
A település nevezetessége a 285 méter magasan, a spessarti erdőben található kastély. Eleinte csak egy kis szigetre telepített ház volt, melyet egy 15. századi lovag építtetett. Tulajdonosa az Ingelheim – Echter család. A középkor folyamán, az 1300-as években a spessarti erdő közelsége miatt egyre gyakoribbá váló banditatámadások megfékezéséhez vált szükségessé egy őrtorony megépítése. Ez a kör alaprajzú torony lett a kastély legelső épülete, melyhez a 14-15. század folyamán több ház csoportosult, majd 1427-ben megkezdték azokat a munkálatokat, amik a települést erőddé tették. Ekkor vált olyanná, amilyennek ma ismerjük, vizesárokkal és magas falakkal megerősített úrilakká. Az Echter család legkiemelkedőbb tagja Julius Echter von Mespelbrunn (1545-1617) volt, aki Würzburgban máig működő kórházat és egyetemet alapított.
A kastély családi tulajdonban van, de áprilistól november elejéig vezetett túrákon látogatható. A melléképületekben szálláshely és kávézó működik .

## A kastély (vízivár) leírása
A vízparton hatalmas körbástya áll, kétfelől késő gótikus, illetve kora reneszánsz elemekkel díszített főhomlokzatok oromfogazata magasodik fel, majd egy zömök, kerek sarokbástya különböző korszakokból származó ablakokkal. A vízikastély mai képe az 1900-as évek elejei renováláskor alakult ki.

## Érdekesség
A kastély A spessarti fogadó című film egyik forgatási helyszíne volt, mint a von Sandau grófok kastélya .

## Galéria

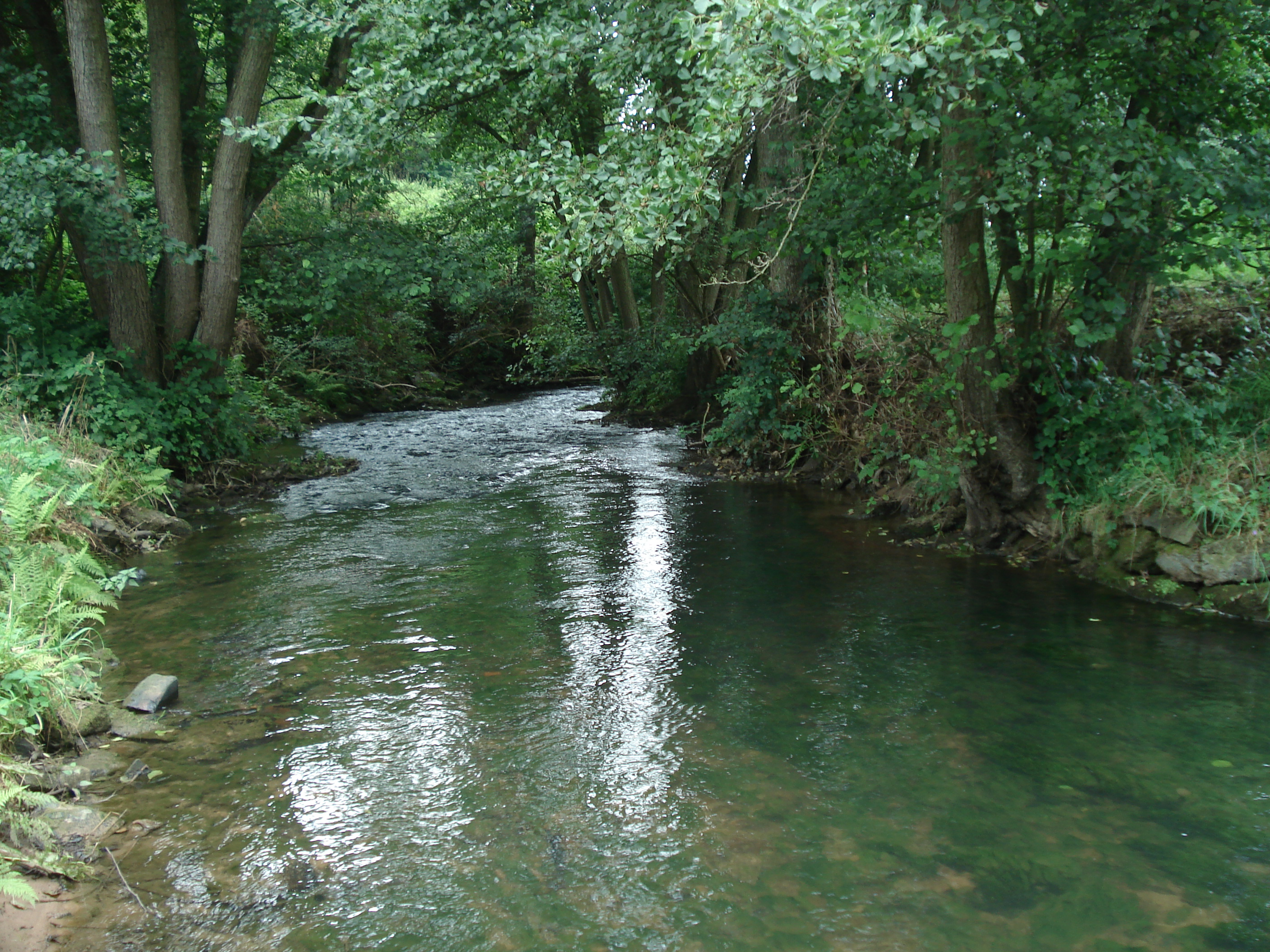
Az Elsava patak vize
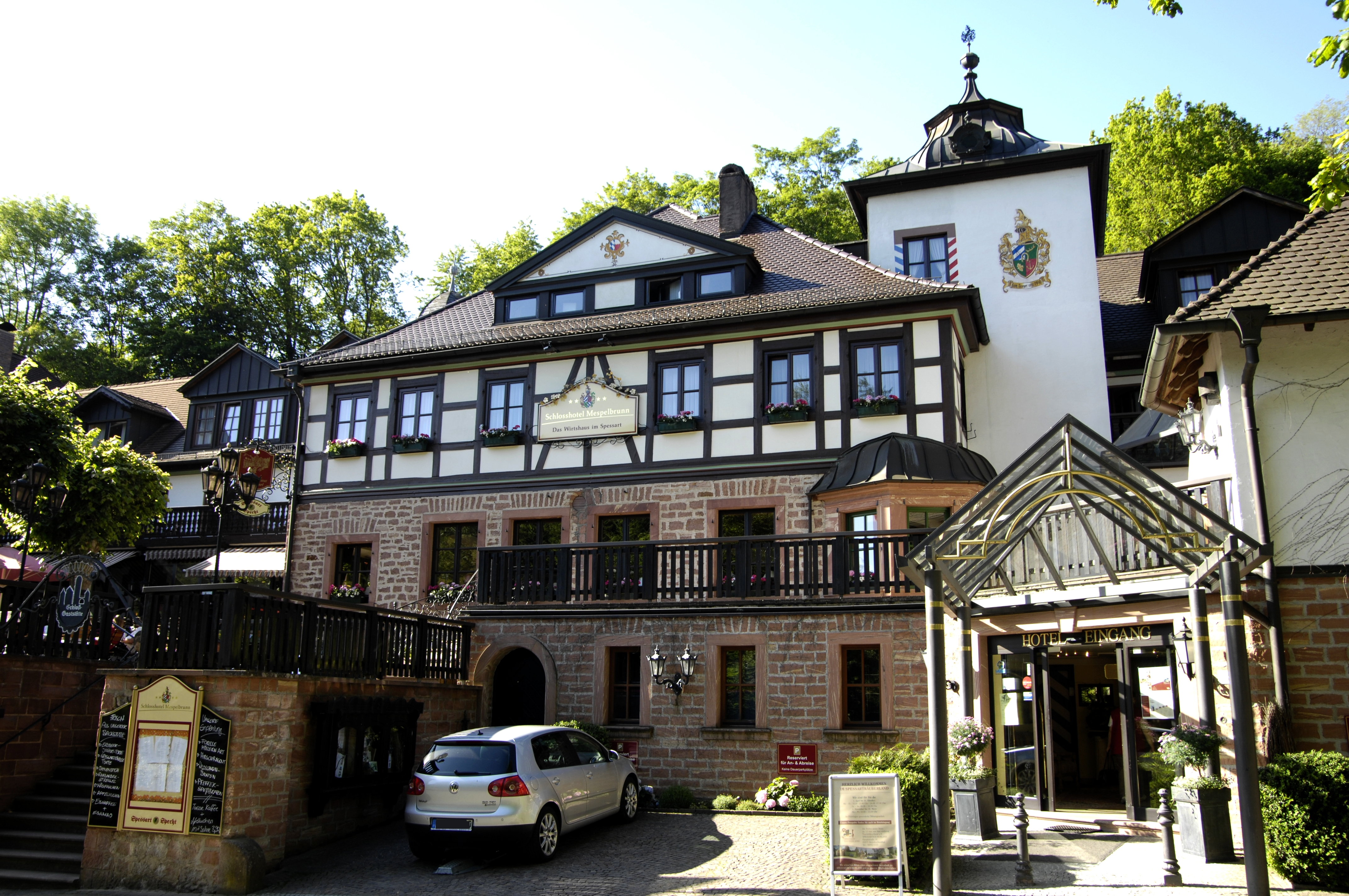
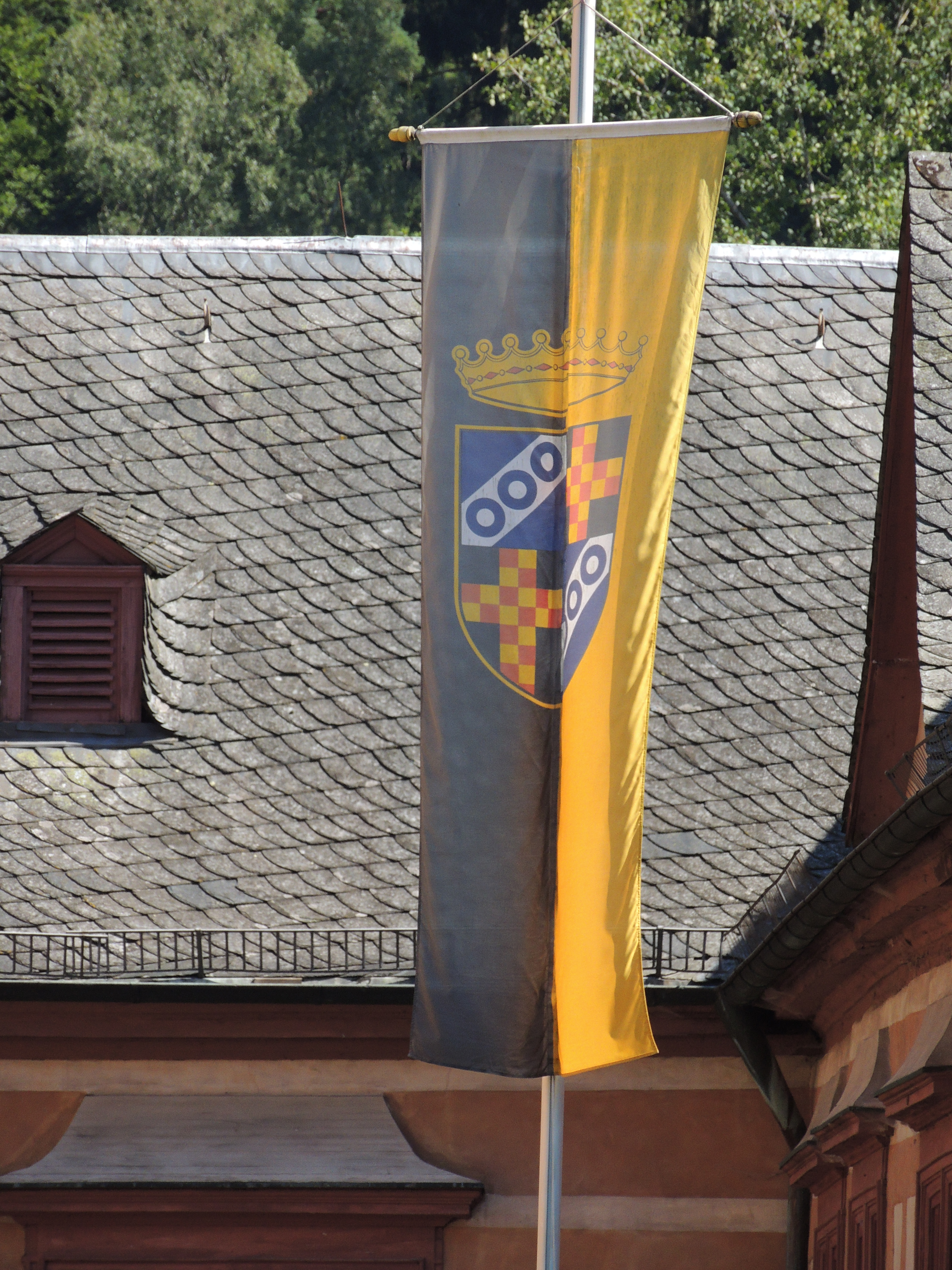
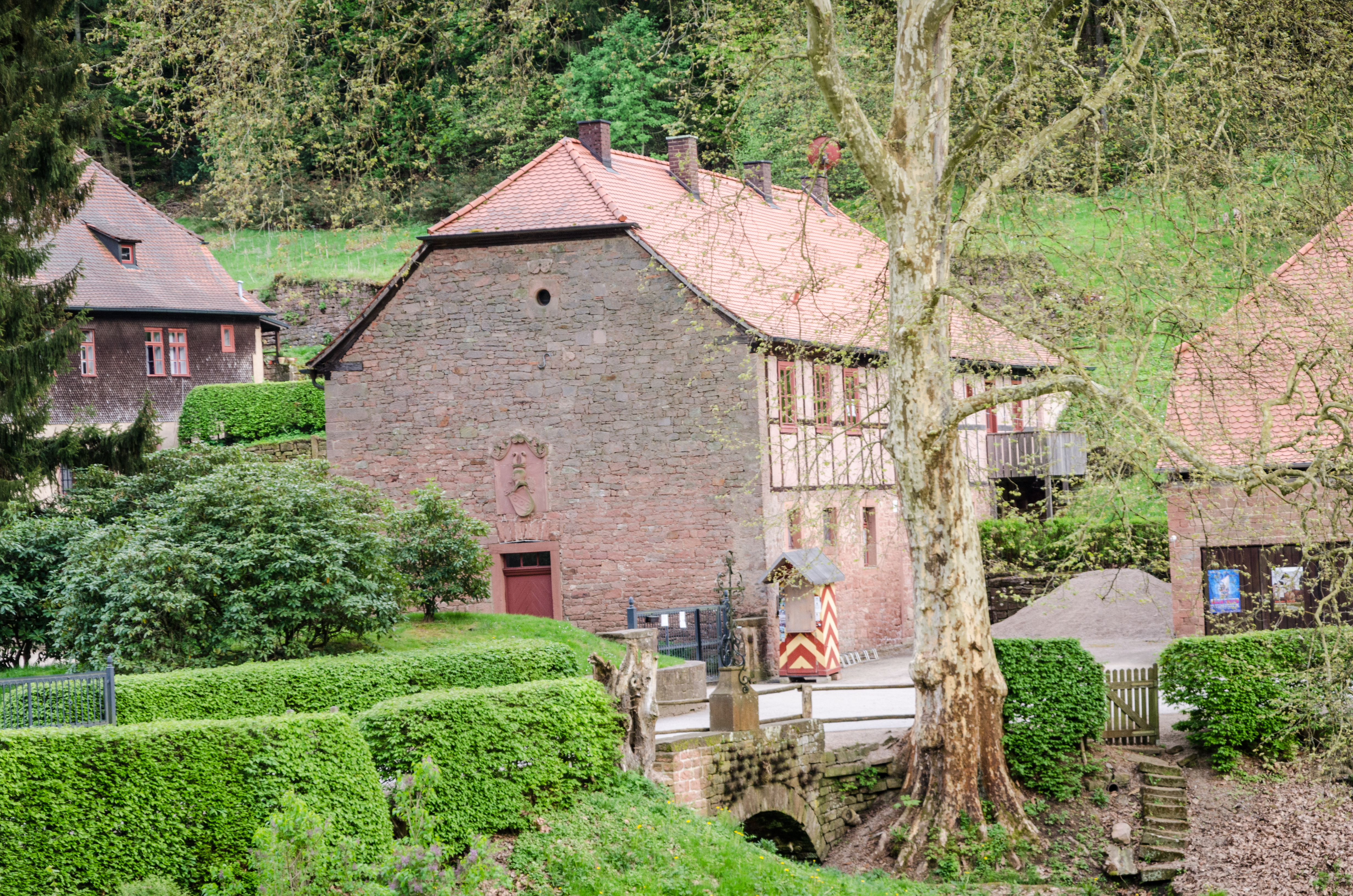
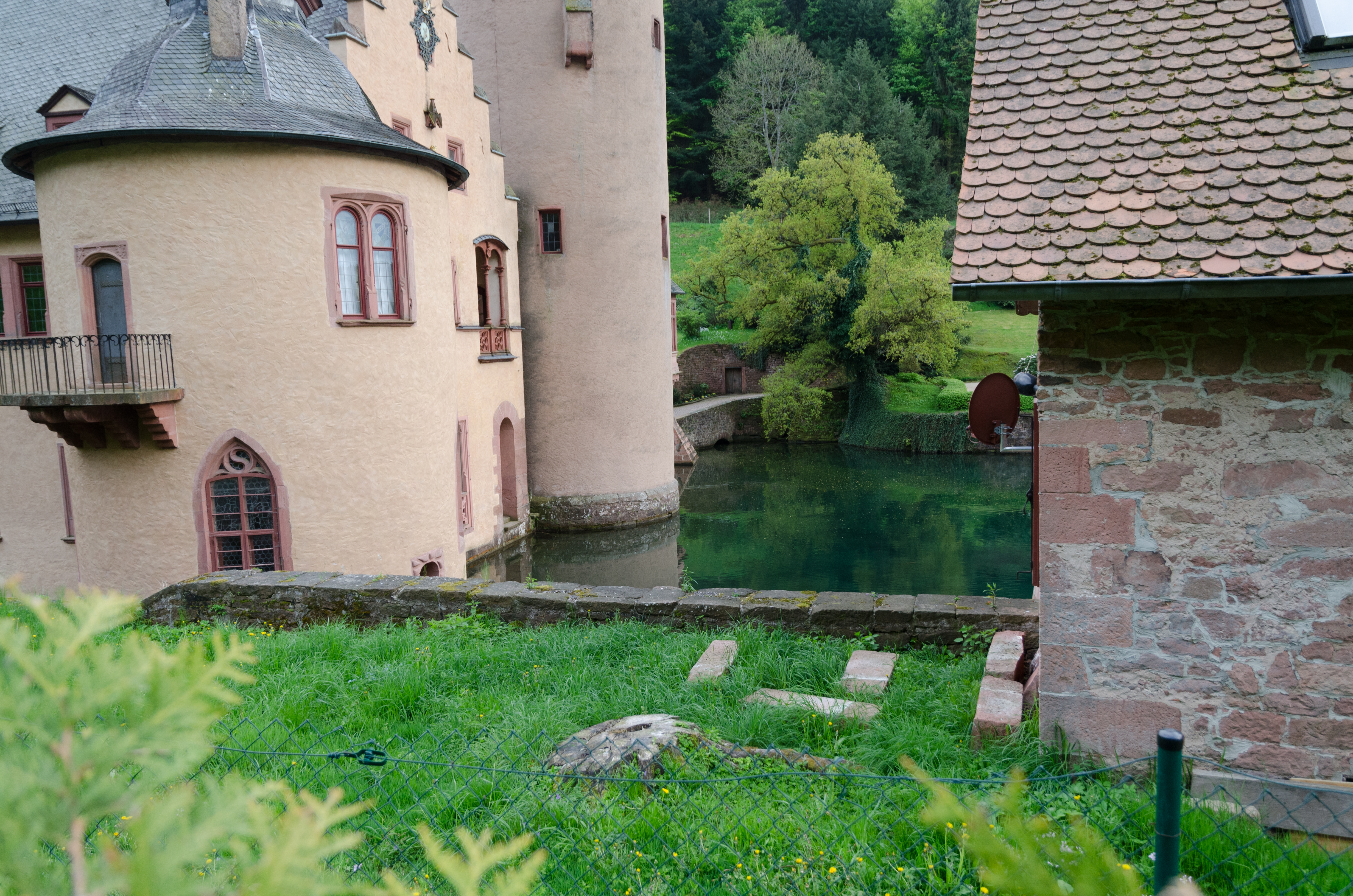
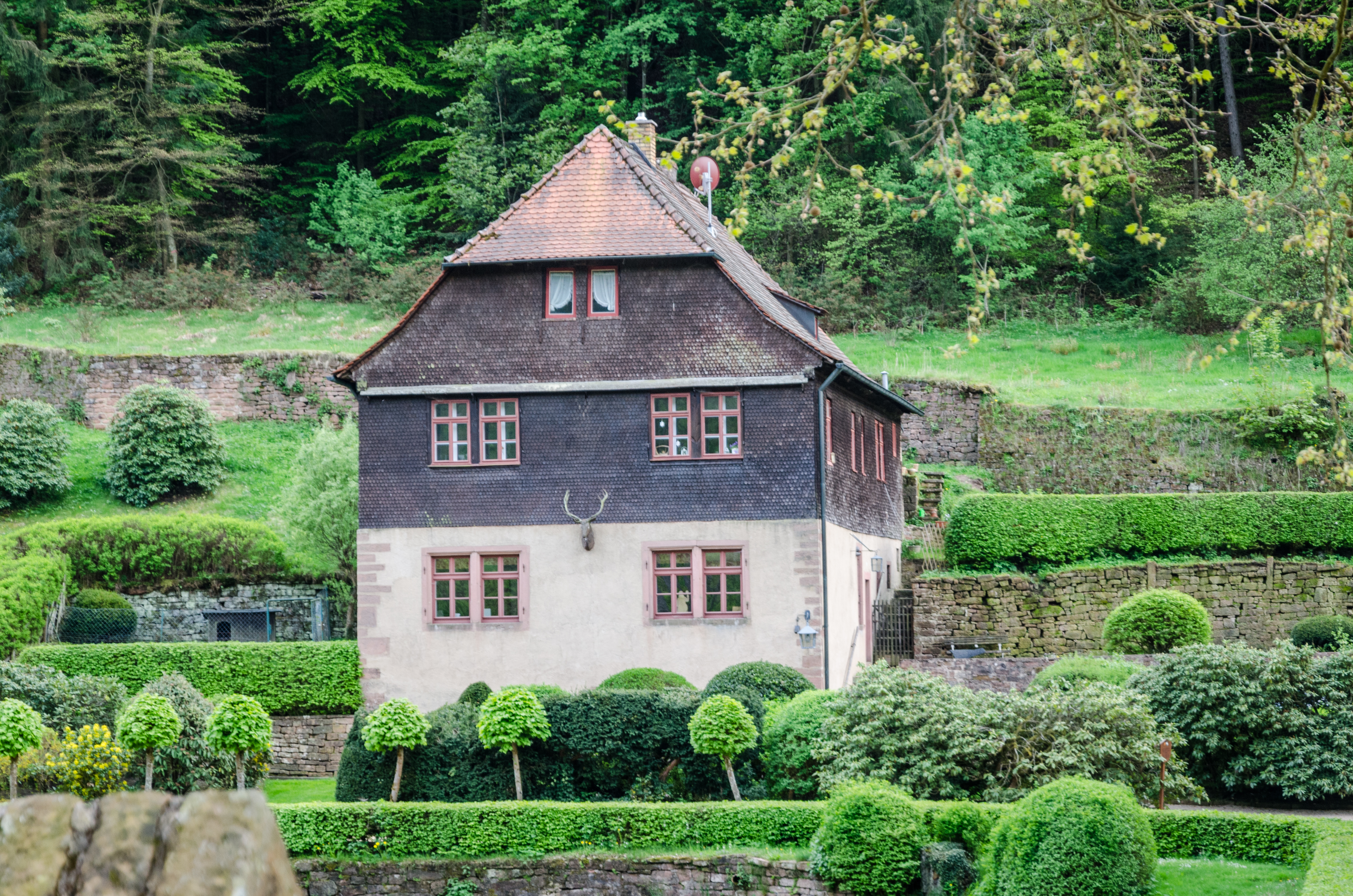
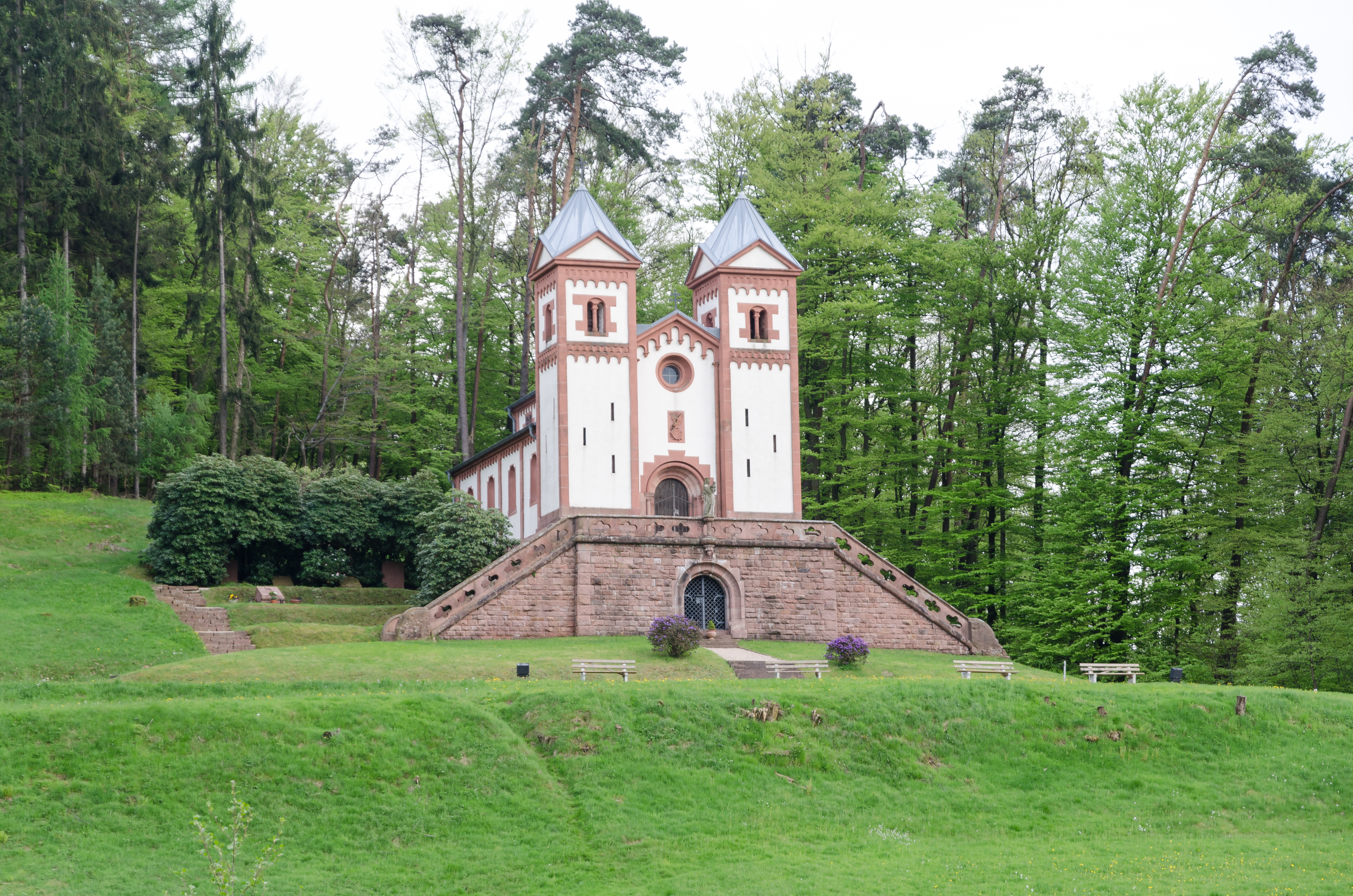